# Suore dell'Immacolata di Santa Chiara
Le Suore dell'Immacolata di Santa Chiara, dette di Fiuggi, sono un istituto religioso femminile di diritto pontificio.

## Storia
La congregazione sorse ad Anticoli (l'odierna Fiuggi) a opera delle sorelle Teresa, Cecilia e Antonia Faioli: rimaste orfane di entrambi i genitori, decisero di aprire presso la casa paterna una scuola per l'istruzione e l'educazione cristiana delle fanciulle.
Il 17 agosto 1747 Gian Antonio Bacchettoni, vescovo di Anagni, emanò il decreto di erezione canonica del conservatorio; assegnò alle sorelle la chiesa di San Domenico di Cocullo e alcuni beni della diocesi per il sostentamento delle maestre.
Il nuovo vescovo di Anagni, Cirillo Antonini, il 23 agosto 1781 rivestì dell'abito religioso le due sorelle Faioli superstiti (Cecilia e Antonia) e diede alla loro comunità una regola basata su quella delle clarisse.
L'attività della congregazione rimase a lungo limitata alla città di Anticoli ma, sotto gli episcopati di Attilio Adinolfi (1931-1945) e Giovanni Battista Piasentini (1946-1952) si ebbe la fondazione di numerose filiali in diverse località dell'Italia centrale e Settentrionale.
La congregazione venne aggregata all'Ordine dei Frati Minori Conventuali il 16 aprile 1953 e ricevette il riconoscimento di istituto di diritto pontificio il 5 marzo 1957.
Dopo l'approvazione pontificia le suore fondarono case anche in Brasile e nelle Filippine.

## Attività e diffusione
Le Suore dell'Immacolata di santa Chiara si dedicano all'istruzione e all'educazione cristiana della gioventù, ma anche all'apostolato degli esercizi spirituali.
Oltre che in Italia, sono presenti in Brasile, Filippine e Tanzania; la sede generalizia è in via delle Terme di Traiano a Roma.
Alla fine del 2008 la congregazione contava 236 religiose in 25 case.